# 耿傑森
耿傑森（1971年—），數據科學家，美國馬歇爾商學院客座教授，教授商業分析和大數據等課程。

## 生平
曾是Symantec數據科學家和大數據框架師，系美國數據應用學院創始人兼首席執行官，美國數據工程與科學協會主席，研究領域為數據科學、機器學習、人工智慧以及區塊鏈等。